# Ginnasio in Svizzera
In Svizzera gli studi superiori terminano con il conseguimento di un diploma in scuole chiamate: ginnasio o collegio o liceo, il cui nome varia a seconda dei cantoni.
La maturità ginnasiale certifica dai tre cinque anni di studio superiore, che seguono quelli imposti dalla scuola obbligatoria, la quale rilascia un attestato che permette di continuare gli studi in una scuola superiore (dette anche "scuole specializzate", che richiedono in aggiunta degli esercizi pratici di durata annuale, o a volte un esame di ammissione affinché si possa capire se lo studente ha una conoscenza adatta per affrontare gli studi di quella scuola).
Storicamente la maturità ginnasiale è il primo certificato di maturità in Svizzera che costituisce oggi, con la maturità professionale e la maturità specializzata, uno dei tre pilastri che conducono lo studente verso una formazione superiore.
In generale la maturità ginnasiale attesta una maturità personale acquisita in un quadro scolare in cui allo studente è fornito un alto livello di conoscenza e di cultura generale. La maturità dello studente è constatata a seguito di un esame federale o cantonale, che permette ad essi di ottenere un diploma.
Distinguiamo la maturità cantonale e la maturità federale; tuttavia non ci sono differenze tra i due diplomi sul piano nazionale, fatta eccezione per la maturità cantonale che è valida solo all'interno del territorio svizzero per accedere a facoltà e ad altre università svizzere (l'ordinanza federale del 15 febbraio 1995 tratta del riconoscimento dei certificati di maturità ginnasiale).

## Maturità cantonale

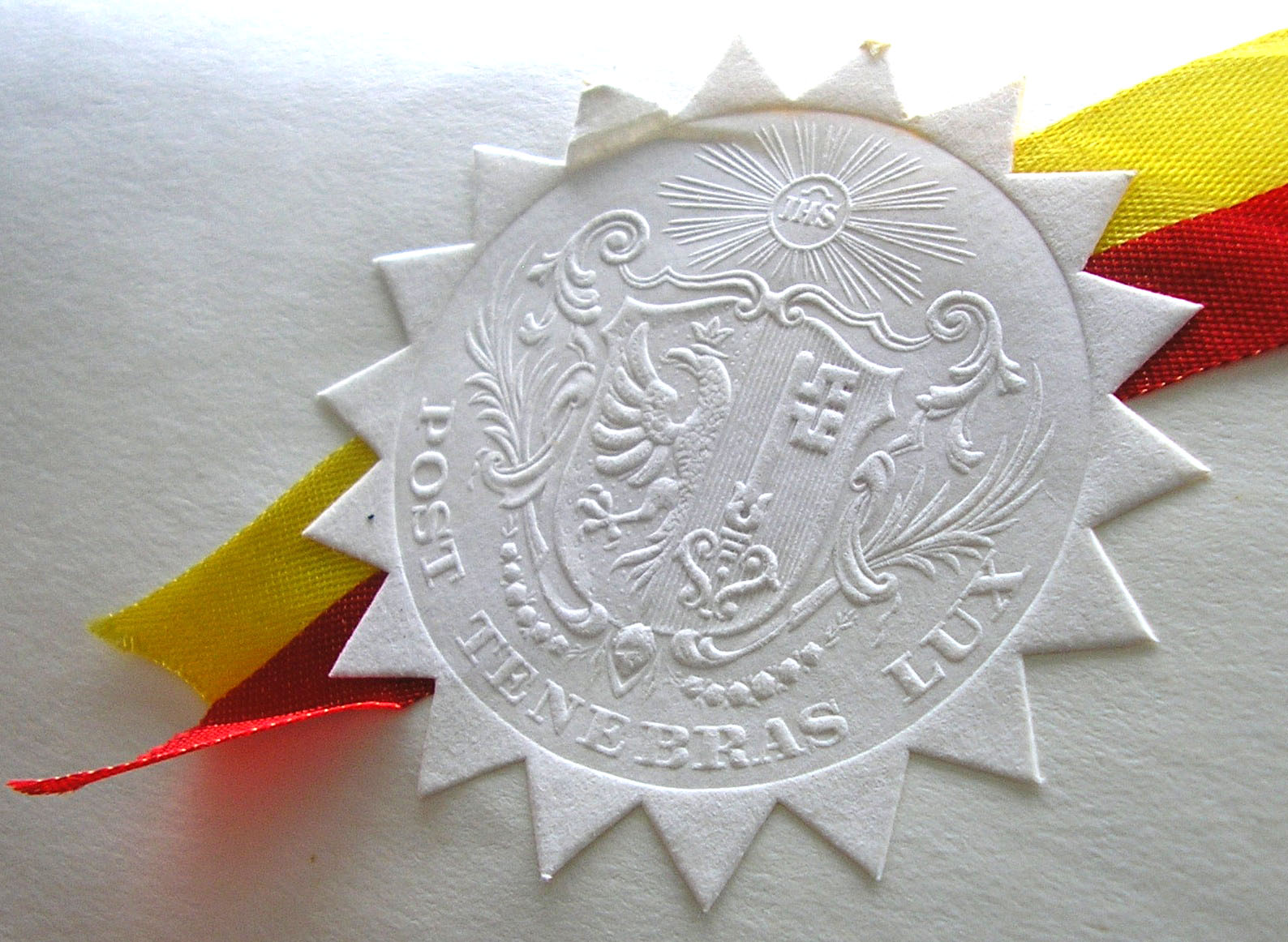
Certificato di maturità, Genève, 1974

La maturità cantonale segna la conclusione degli studi secondari superiori negli stabilimenti scolastici pubblici.
Essa è riconosciuta su tutto il territorio svizzero dal 2006 come per la maturità federale.
A seconda dei cantoni, sono necessari da 3 a 5 anni di studi per presentarsi agli esami di maturità; questi ultimi costituiscono i rami che fanno parte della maturità federale e gli eventuali rami richiesti al livello cantonale (per esempio la filosofia).

## Maturità federale
Gli esami di maturità federale sono organizzati tre volte l'anno (in febbraio, in giugno ed in agosto), nelle tre regioni linguistiche dal segretariato di stato all'educazione ed alla ricerca e si svolgono in due parti.
I candidati possono iscriversi alla scuola federale senza aver frequentato la scuola di maturità anche come autodidatti.
La maturità federale è considerata più difficile dell'esame cantonale perché gli argomenti dell'anno non sono presi in considerazione, gli esami sono presieduti da una commissione indipendente e i candidati non sono interrogati dai loro professori.

### Lavoro di maturità federale
Il lavoro è svolto dagli studenti del collegio, che lo cominciano all'inizio del secondo semestre del terzo anno per poi finire con il quarto. Il lavoro deve contenere un minimo di 6000 parole su un argomento scelto dallo studente ed approvato dal collegio di maturità federale. Ci sono due categorie di maturità federale: MF artistica e di ricerca. L'allievo è accompagnato da un maestro di MF che lo aiuterà nello svolgimento del lavoro. Al termine, lo studente sarà sottoposto ad un controllo nel quale egli dovrà difendere il suo lavoro, ed in seguito esso sarà votato. Il voto del MF dipende da tre fattori:
1. Presenza agli incontri con l'insegnante di MF
2. Qualità del lavoro da 3800 a 4200 parole (per l'MF di ricerca) e 2000 parole come minimo (per l'MF artistico)
3. Pertinenza di controllo del lavoro davanti ad una commissione.

#### Primo parziale
- Scienze umane: raggruppa la storia, la geografia
- Scienze sperimentali: raggruppa la biologia la fisica e la chimica.
- Arti visuali o musica

Lo sport non dà luogo ad alcun esame o annotazione, eccetto per alcuni licei.

#### Secondo parziale
- Francese (Nel cantone francofono): orale, con analisi del testo e scritto con dissertazione o analisi del testo.
- Tedesco o italiano (Nel cantone francofono): orale e scritto.
- Inglese
- Matematica: orale e scritto
- Opzioni specifiche: (Economia e diritto,  fisica ed applicazione delle formule matematiche, italiano, spagnolo, latino, greco antico, arti visuali, musica, biologia/chimica, psicologia/filosofia) scritto ed orale.
- Opzioni complementari: (filosofia, musica, psicologia, diritto, ecc. dipende dal ginnasio) orale.

Occorre fare delle precisazioni: l'opzione complementare non deve essere la stessa dell'opzione specifica; la ponderazione delle scienze matematiche e dell'inglese dipende dal livello che il candidato ha scelto, se normale o avanzato; l'insegnamento non prevede quattro lingue di norma, la quarta è scelta come opzione specifica.

#### Calcolo dei punti
Il totale della valutazione è di 23 punti; le prestazioni sono espresse con voti interi o mezzi. Il miglior voto è 6, il peggiore è 1. I voti al di sotto di 4 sono insufficienti.
L'esame di maturità viene superato se il candidato ha:
- Ottenuto un totale superiore a 105 punti.

Se il totale non fosse raggiunto, il candidato viene comunque promosso se:
- Ha ottenuto un totale da 84 a 105 punti e
- Se la somma dei punti di scarto ponderati diviso 4 sia inferiore a 7. (Per esempio se lo studente ha avuto 3 in francese, 3 essendo di uno più basso di quattro, moltiplicato per il coefficiente della materia (francese ha coefficiente 3), sono già 3 punti in meno. (L'ordinanza sull'esame svizzero di maturità all'articolo 22 non parla di scarto "ponderato" ma solo di scarto per cui l'esempio fornito potrebbe essere errato)
- Non ha più di quattro voti inferiori a quattro.